# Gagauzština
Gagauzština (Gagauz dili/Гагауз дили) je turkický jazyk užívaný Gagauzy. Rozšířena je na jihu Moldavska a k němu přilehlé části Ukrajiny, jeden z úředních jazyků Gagauzské autonomní oblasti v rámci Moldavska. Užívá ji přibližně 150 tisíc lidí. Gagauzský jazyk zahrnuje dva dialekty: čadyrsko-komratský (též nazýván střední) a vulkanešťský (též nazýván jižní). Řadí se mezi oghuzské jazyky, které jsou mezi sebou poměrně srozumitelné. Nejblíže má gagauzština k turečtině.

## Zápis
Do konce 19. století neexistovala psaná forma gagauzštiny. První abeceda, kterou sestavil roku 1895 ruský etnograf V. A. Moškov, vycházela z cyrilice a byla doplněna o značné množství přidaných znaků. Druhou abecedu, která se více podobala ruské cyrilici sestavil mezi lety 1909 až 1914 gagauzský učitel M. Çakir, jenž v roce 1932 sestavil také gagauzskou abecedu vycházející z latinky. Rozhodnutím Nejvyššího sovětu Moldavské SSR byla pro gagauzštinu roku 1957 oficiálně zavedena abeceda vycházející z cyrilice. Ta s drobnými úpravami platila až do roku 1996, kdy se zavedla současná latinská abeceda.

## Abeceda

### Latinská abeceda
| A | Ä | B | C | Ç | D | E | F | G | H | I | İ | J | K | L | M | N | O | Ö | P | R | S | Ş | T | Ţ | U | Ü | V | Y | Z |

### Azbuka
| A | Ӓ | Б | B | Г | Д | E | Ё | Ж | Ӂ | З | И | Й | К | Л | М | H | O | Ӧ | П | P | C | T | У | Ӱ | Ф | Х | Ц | Ч | Ш | Щ | Ъ | Ы | Ь | Э | Ю | Я |

### Tabulka odpovídajících si znaků
| Moškovova abeceda (1895) | Çakirova abeceda (1909) | Çakirova abeceda (1932) | Abeceda z r. 1957 1. varianta | Abeceda z r. 1957 2. varianta | Současná abeceda |
| ------------------------ | ----------------------- | ----------------------- | ----------------------------- | ----------------------------- | ---------------- |
| Аа, Āā                   | Аа                      | Aa                      | Аа                            | Аа                            | Aa               |
| Ӓӓ, Ǟǟ                   | Яя                      | Ia ia                   | Аь аь                         | Ӓӓ                            | Ää               |
| Бб                       | Бб                      | Bb                      | Бб                            | Бб                            | Bb               |
| Вв                       | Вв                      | Vv                      | Вв                            | Вв                            | Vv               |
| Гг                       | Гг                      | Gg                      | Гг                            | Гг                            | Gg               |
| Дд                       | Дд                      | Dd                      | Дд                            | Дд                            | Dd               |
| Ее, Ēē                   | Ее                      | Ee                      | Ее                            | Ее                            | Ee, Ye ye        |
| -                        | -                       | -                       | Ёё                            | Ёё                            | Yo yo            |
| Жж                       | Жж                      | Jj                      | Жж                            | Жж                            | Jj               |
| Џџ                       | Дж дж                   | Gi gi                   | Дж дж                         | Ӂ ӂ (od r. 1968)              | C c              |
| Зз, Ӡӡ                   | Зз                      | Ƶƶ                      | Зз                            | Зз                            | Zz               |
| Ii, Īī                   | Ии, Ii                  | Ii                      | Ии                            | Ии                            | İi               |
| Jj                       | й                       | -                       | Йй                            | Йй                            | Yy               |
| Кк                       | Кк                      | Cc                      | Кк                            | Кк                            | Kk               |
| Лл, Ll                   | Лл                      | Ll                      | Лл                            | Лл                            | Ll               |
| Мм                       | Мм                      | Mm                      | Мм                            | Мм                            | Mm               |
| Нн                       | Нн                      | Nn                      | Нн                            | Нн                            | Nn               |
| Оо, Ōō                   | Оо                      | Oo                      | Оо                            | Оо                            | Oo               |
| Ӧӧ, Ȫȫ                   | Ёё                      | Io io                   | Оь оь                         | Ӧӧ                            | Öö               |
| Пп                       | Пп                      | Pp                      | Пп                            | Пп                            | Pp               |
| Рр                       | Рр                      | Rr                      | Рр                            | Рр                            | Rr               |
| Сс                       | Сс                      | Ss                      | Сс                            | Сс                            | Ss               |
| Тт                       | Тт                      | Tt                      | Тт                            | Тт                            | Tt               |
| Уу, Ӯӯ                   | Уу                      | Uu                      | Уу                            | Уу                            | Uu               |
| Ӱӱ                       | Юю                      | Iu iu                   | Уь уь                         | Ӱӱ                            | Üü               |
| Фф                       | Фф                      | Ff                      | Фф                            | Фф                            | Ff               |
| Хх, Hh                   | Хх                      | Hh                      | Хх                            | Хх                            | Hh               |
| Цц                       | Цц                      | Ţţ                      | Цц                            | Цц                            | Ţţ               |
| Чч                       | Чч                      | Ci ci                   | Чч                            | Чч                            | Çç               |
| Шш                       | Шш                      | Şş                      | Шш                            | Шш                            | Şş               |
| -                        | -                       | -                       | Щщ                            | Щщ                            | -                |
| -                        | ъ                       | -                       | ъ                             | ъ                             | -                |
| ы, ы̄                     | ы                       | Îî, Ââ                  | Ыы                            | Ыы                            | Iı               |
| -                        | ь                       | -                       | ь                             | ь                             | -                |
| -                        | Ээ                      | Ăă                      | Ээ                            | Ээ                            | Ê ê              |
| -                        | -                       | -                       | Юю                            | Юю                            | Yu yu            |
| -                        | -                       | -                       | Яя                            | Яя                            | Ya ya            |

## Příklady

### Číslovky
| Gagauzsky | Česky |
| bir       | jeden |
| iki       | dva   |
| üç        | tři   |
| dört      | čtyři |
| beş       | pět   |
| altı      | šest  |
| edi       | sedm  |
| sekiz     | osm   |
| dokuz     | devět |
| on        | deset |

## Vzorový text
Otčenáš (modlitba Páně):
Ey, göklerda olan Bobamız,
Ko ayozlansın kutsal Senin Adın.
Ko gelsin Senin Padişahlıın.
Ko olsun Senin istediin,
nicä göktä, ölä erdä dä.
Bugün bize gündelik ekmeğimizi ver.
Ver bizä büün suç hergünkü ekmeemizi.
Baaşla bizim boçlarımızı,
Nicä biz dä baaşlêêriz bizä borçlu olannarı.
Götürmä bizi denemeya.
Ama kurtar kötü olandan.
Amin.

### Všeobecná deklarace lidských práv
| gagauzsky (latinka)  | Insannar hepsi duuêrlar sebest hem birtakim kendi kiymetindä hem haklarinda. Onnara verilmis akil hem üz da läazim biri-birinä davransinnar kardaslik ruhuna uygun.  |
| gagauzsky (cyrilice) | Ынсаннар хепси дууэрлар сербест хем биртакым кенди кыйметиндӓ хем хакларында. Оннара верилмиш акыл хем ӱз да лӓазым бири-биринӓ даврансыннар кардашлык рухуна уйгун. |
| česky                | Všichni lidé se rodí svobodní a sobě rovní co do důstojnosti a práv. Jsou nadáni rozumem a svědomím a mají spolu jednat v duchu bratrství.                           |